# Афера „Профюмо“
Аферата „Профюмо“ (на английски: Profumo affair) е голям скандал в британската политика в началото на 60-те години на 20 век. Джон Профюмо, 46-годишният държавен секретар по военните въпроси в консервативното правителство на Харолд Макмилан, има от 1961 г. афера с 19-годишния модел Кристин Кийлър. Той отрича това в изявление пред Камарата на общините през 1963 г., но седмици по-късно полицейско разследване доказва, че е излъгал. Скандалът сериозно накърнява доверието в правителството на Макмилан и Макмилан подава оставка като министър-председател през октомври 1963 г., като се позовава на лошото си здраве. Последствията допринасят за поражението на правителството на консерваторите от Лейбъристката партия на общите избори през 1964 г.
Когато аферата „Профюмо“ е разкрита, общественият интерес се повишава от съобщенията, че Кийлър може да е била замесена едновременно с капитан Евгений Иванов, съветско военноморско аташе, създавайки следователно възможен риск за националната сигурност. Тя познава Профюмо и Иванов чрез приятелството си със Стивън Уорд, остеопат и светска личност, който я е взел под крилото си. Разкриването на аферата поражда слухове за други сексуални скандали и привлича официалното внимание към дейността на Уорд, който е обвинен в серия от престъпления, свързани с неморалност. Възприемайки себе си като изкупителна жертва за престъпленията на другите, Уорд се самоубива в последните етапи от процеса, който го признава за виновен в това, че живее от неморалните печалби на Кийлър и на нейната приятелка Манди Райс-Дейвис.
Разследване на аферата „Профюмо“ от висш съдия, лорд Том Денинг, подпомаган от висшия държавен служител Т. А. Кричли, заключава, че не е имало нарушения на сигурността, произтичащи от връзката с Иванов. По-късно докладът на Денинг е описан като повърхностен и незадоволителен. Профюмо впоследствие работи като доброволец в Тойнби Хол, благотворителен фонд в Източен Лондон. До 1975 г. той е официално реабилитиран, въпреки че не се връща към обществения живот. Умира, почитан и уважаван през 2006 г. За разлика от него на Кийлър ѝ е трудно да избяга от негативния имидж, прикрепен към нея от пресата, закона и парламента по време на целия скандал. В различни, понякога противоречиви разкази, тя оспорва заключенията на Денинг, свързани с проблемите на сигурността. Присъдата на Уорд е описана от анализаторите като акт на отмъщение на властта, а не в полза на справедливостта. През 2010 г. Комисията за разглеждане на наказателни дела преразглежда делото, но решава да не го отнася до Апелативния съд. На сцената и на екрана са показани драматизации на аферата.

## Предистория

### Правителство и преса
В началото на 60-те години на 20 век британските медии са доминирани от няколко нашумели шпионски истории: разбиването на шпионския кръг в Портланд през 1961 г., залавянето и осъждането на Джордж Блейк през същата година и случаят с Джон Васал през 1962 г., който е хомосексуален чиновник от Адмиралтейството, изнудван да шпионира от Съветския съюз. Впоследствие Васал е осъден на 18 години затвор. След внушения в пресата, че той е бил защитаван от своите политически господари, отговорният министър Томас Галбрайт подава оставка от правителството в очакване на разследване. По-късно Гълбрайт е оневинен от Трибунала на Васал, след което съдия лорд Сирил Радклиф изпраща двама вестникарски журналисти в затвора за отказ да разкрият източниците си за сензационните и непотвърдени истории за личния живот на Васал. Затворът сериозно наврежда на отношенията между пресата и консервативното правителство на министър-председателя Харолд Макмилан. Колумнистът Пол Джонсън от в. „Ню Стейтсман“ предупреждава, че „всеки министър или депутат от Торите... който се замеси в скандал през следващата година или нещо повече, трябва да очаква, съжалявам да го кажа, строго отношение“.

### Джон Профюмо
Джон Профюмо е роден през 1915 г. и е от италиански произход. За първи път влиза в парламента през 1940 г. като член на консерваторите от Кетъринг, докато служи в полка „Нортхемптъншър Йоманри“ и съчетава политическите и военните си задължения през Втората световна война. Той губи мястото си на общите избори през 1945 г., но е избран отново през 1950 г. за Стратфорд на Ейвън. От 1951 г. заема младши министерски пост в последователни консервативни администрации.
През 1960 г. Харолд Макмилан повишава Профюмо до държавен секретар по военните въпроси – висш пост извън кабинета. След брака си през 1954 г. с Валери Хобсън, една от водещите британски филмови актриси, Профюмо вероятно има случайни афери, използвайки вечерните парламентарни заседания като прикритие. Мандатът му като военен министър съвпада с периода на преход във въоръжените сили, включващ края на военната повинност и развитието на изцяло професионална армия. Представянето на Профюмо е наблюдавано с критично око от неговия опозиционен колега Джордж Уиг, бивш редови военен.

### Кристин Кийлър, Манди Райс-Дейвис и лорд Астор
Кристин Кийлър е родена в Ъксбридж през 1942 г. Напуска училище на 15 години без квалификация и заема серия от краткотрайни работни места в магазини, офиси и кафенета. Мечтае да бъде модел и на 16-годишна възраст публикува снимка в списание „Тит-Битс“. През август 1959 г. си намира работа като топлес шоугърл в кабаретния клуб на Мъри на улица „Бийк“ в Сохо, Лондон. Този отдавна установен клуб привлича изтъкнати клиенти. Малко след като започва работа там, Кийлър е представена на клиент, социалния остеопат Стивън Уорд. Запленена от чара му, тя се съгласява да се премести в апартамента му във връзка, която описва като като такава между брат и сестра – нежна, но не и сексуална. Кийлър напуска Уорд след няколко месеца, за да стане любовница на търговеца на имоти Питър Рахман, и по-късно споделя квартира с нея. Двете момичета напускат Мъри и безуспешно се опитват да преследват кариера като модели на свободна практика. Кийлър също живее за кратки периоди с различни любовници, но редовно се връща при Уорд, който си е купил къща на улица „Уимпол Мюз“ в Мерилбън в Лондон. Там тя се среща с много от приятелите му, сред които лорд Уилям Астор, дългогодишен пациент, който също е политически съюзник на Профюмо. Тя често прекарва уикендите в крайречна вила, която Уорд наема в Кливдън – провинциалното имение на лорд Астор в Бъкингамшър.

### Стивън Уорд и Евгений Иванов
Стивън Уорд, роден в Хартфордшър през 1912 г., се квалифицира като остеопат в Съединените щати. След Втората световна война започва да практикува на пл. „Кавендиш“ в Лондон, където бързо си създава добра репутация и привлича много изтъкнати пациенти. Тези връзки, заедно с личния му чар, му донасят значителен социален успех. В свободното си време ходи на уроци по изкуство в училище Слейд и развива печеливша странична дейност с рисуване на портретни скици. През 1960 г. получава поръчка от сп. „Илюстрейтид Ландън Нюз“ да предостави серия от портрети на национални и международни фигури. Сред тях са членове на кралското семейство, сред които принц Филип и принцеса Маргарет.
Уорд се надява да посети Съветския съюз, за да рисува портрети на руски лидери. За да му помогне, един от пациентите му, редакторът на в. Дейли Телеграф“ – сър Колин Кут организира запознанството му с капитан Евгений Иванов, посочен като военноморско аташе в съветското посолство. Британското разузнаване (MI5) знае от двойния агент Олег Пенковски, че Иванов е бил разузнавач в съветското Главно разузнавателно управление (ГРУ). Уорд и Иванов стават добри приятели. Иванов често посещава Уорд в дома му, където се среща с Кийлър и Райс-Дейвис, и понякога се присъединява към партитата на Уорд в Кливдън през уикенда.
MI5 смята Иванов за потенциален дезертьор и търси помощта на Уорд за тази цел, предоставяйки му служител, известен като „Уудс“. По-късно Уорд е използван от Министерството на външните работи като обратен канал, чрез Иванов, към Съветския съюз, и участва в неофициалната дипломация по време на Кубинската ракетна криза през октомври 1962 г. Близостта на Уорд с Иванов поражда опасения за неговата лоялност; според доклада на лорд Том Денинг от септември 1963 г. Иванов често задава въпроси на Уорд за британската външна политика и Уорд прави всичко възможно да отговори.

## Начало на аферата

### Кливдън, юли 1961 г.
През уикенда на 8 – 9 юли 1961 г. Кийлър е сред няколко гости на Уорд в Спринг Котидж в Кливдън, Бъкингамшър. Същия уикенд в главната къща Профюмо и съпругата му Валери са сред голямото събиране от света на политиката и изкуството, на което лорд Астор е домакин в чест на пакистанския президент Аюб Хан. В събота вечерта партитата на Уорд и Астор се събира край плувния басейн на Кливдън, който Уорд и неговите гости имат разрешение да ползват. Кийлър, която плува гола, е представена на Профюмо, докато се опитва да се покрие с оскъдна кърпа. Тя е, както казва той на сина си много години по-късно, „много красиво и много сладко момиче“. Първоначално Кийлър не знае кой е Профюмо, но е впечатлена, че е съпруг на известна филмова звезда и е готова да се позабавлява малко с него.
На следващия следобед двете групи се събират отново на басейна и към тях се присъединява Иванов, пристигнал същата сутрин. Профюмо е силно привлечен от Кийлър и обещава да се свърже с нея. Уорд моли Иванов да придружи Кийлър до Лондон, където според Кийлър те правят секс. Някои коментатори се съмняват в това – тя като цяло е откровена за сексуалните си връзки, но не казва нищо открито за секса с Иванов, докато не информира вестник осемнадесет месеца по-късно.
На 12 юли 1961 г. Уорд докладва на MI5 за събитията през уикенда. Той казва на Уудс, че Иванов и Профюмо са се срещнали и че Профюмо е проявил значителен интерес към Кийлър. Уорд казва още, че Иванов му е поискал информация за бъдещото въоръжаване на Западна Германия с ядрено оръжие. Това искане за военна информация не обезпокоява много MI5, която очаква офицер от ГРУ да задава подобни въпроси. Интересът на Профюмо към Кийлър е нежелано усложнение в плановете на MI5 да я използва в операция срещу Иванов, за да осигури неговото бягство. Затова Уудс отнася въпроса до генералния директор на MI5 сър Роджър Холис.

### Афера
Няколко дни след уикенда в Кливдън Профюмо се свързва с Кийлър. Аферата, която следва, е кратка; някои коментатори предполагат, че тя е приключила след няколко седмици, докато други смятат, че е продължила, с намаляваща жар, до декември 1961 г. Връзката е описана от Кийлър като неромантична връзка без очаквания, въпреки че тя също така заявява, че Профюмо се е надявал на по-дългосрочен ангажимент и че е предложил да я настани в апартамент. Повече от двадесет години по-късно Профюмо описва Кийлър в разговор със сина си като човек, който „изглежда харесва сексуален контакт“, но който е „напълно необразован“, без други разговори освен такива за грим, прически и грамофонни плочи.
Двойката обикновено се среща на улица „Уимпъл Мюз“, когато Уорд отсъства, въпреки че веднъж, когато Хобсън го няма, Профюмо води Кийлър в дома си в Честър Терас в Риджънтс Парк. Веднъж той взема назаем кола Бентли от своя колега от министерския пост Джон Хеър и води Кийлър на разходка из Лондон, а друг път двойката пие с виконт Джордж Уорд, бивш въздушен държавен секретар. По време на времето им заедно Профюмо дава на Кийлър няколко малки подаръка и веднъж сума от 20 британски лири като подарък за майка ѝ. Кийлър твърди, че въпреки че Уорд я е помолил да получи информация от Профюмо за разполагането на ядрени оръжия, тя не го е направила. Профюмо е също толкова категоричен, че подобни дискусии не е имало.
На 9 август Профюмо е неофициално интервюиран от сър Норман Брук, секретар на кабинета, който е уведомен от Холис за участието на Профюмо в групата на Уорд. Брук предупреждава министъра за опасностите от обвързване с Уорд, тъй като на този етап MI5 не са сигурни в неговата надеждност. Възможно е Брук да е помолил Профюмо да помогне на MI5 в усилията ѝ да осигури бягството на Иванов – молба, която Профюмо е отказал. Въпреки че Брук не посочва, че знае за връзката с Кийлър, Профюмо може да е подозирал, че знае. Същия ден Профюмо пише на Кийлър писмо, започващо със „Скъпа...“, отменяйки задача, която са имали за следващия ден. Някои коментатори предполагат, че това писмо е сложило край на аферата. Кийлър настоява, че аферата е приключила по-късно, след нейните постоянни откази да спре да живее с Уорд.

## Развиващ се скандал

### Гордън и Еджкомб
През октомври 1961 г. Кийлър придружава Уорд до Нотинг Хил, тогава запуснат лондонски квартал, пълен със западноиндийски музикални клубове и търговци на канабис. В кафене „Рио“ те се натъкват на Алойзиус „Лъки“ Гордън, ямайски джаз певец с история на насилие и дребни престъпления. Гордън и Кийлър се впускат в афера, която според нейните собствени разкази е белязана от еднаква степен на насилие и нежност от негова страна. Гордън проявява голяма ревност от другите социални контакти на Кийлър. Той започва да се конфронтира с приятелите ѝ и често ѝ звъни по телефона в необичайни часове. През ноември Кийлър напуска къщата на улица „Уимпъл Мюз“ и се мести в апартамент на площад „Долфин“ с изглед към река Темза в Пимлико, където забавлява приятели. Когато Гордън продължава да тормози Кийлър, е арестуван от полицията и е обвинен в нападение. По-късно Кийлър се съгласява да оттегли обвинението.
През юли 1962 г. в кодирани термини са направени първите намеци за възможен триъгълник „Профюмо-Кийлър-Иванов“ от клюкарската колонка на общественото списание „Куин“. Под заглавието „Изречения, чийто край бих искал да чуя“ се появява формулировката: „... се обади в MI5, защото всеки път, когато ЗИЛ с шофьор спираше пред входната й врата, през задната й врата се вмъкваше в управляван от шофьор Хъмбър...“ Тогава Кийлър е в Ню Йорк с приятелката си Райс-Дейвис в неуспешен опит да започне кариерата си на модел там. При завръщането си, за да се противопостави на заплахите на Гордън, тя започва връзка с Джони Еджкомб, бивш търговски моряк от Антигуа, с когото живее известно време в Брентфорд, точно западно от Лондон. Самият Еджкомб започва да я ревнува, след като той и Гордън се сбиват жестоко на 27 октомври 1962 г., когато Еджкомб нарязва съперника си с нож. Кийлър се разделя с Еджкомб скоро след това заради властното му поведение.
На 14 декември 1962 г. Кийлър и приятелката ѝ Райс-Дейвис са заедно в къщата на „Уимпъл Мюз“ 17, когато Еджкомб пристига, настоявайки да види Кийлър. След като не го пускат, той произвежда няколко изстрела към входната врата. Малко след това е арестуван и обвинен в опит за убийство и други престъпления. В кратки отчети в пресата Кийлър е описана като модел на свободна практика, а Мерилин Дейвис като актриса. След инцидента Кийлър започва да говори недискретно за Уорд, Профюмо, Иванов и стрелбата по Еджкомб. Сред тези, на които разказва историята си, е Джон Луис, бивш депутат от Лейбъристката партия, когото среща случайно в нощен клуб. Луис, дългогодишен враг на Уорд, предава информацията на Уиг, негов бивш колега в парламента, който започва собствено разследване.

### Нарастващ натиск
На 22 януари 1963 г. съветското правителство, усещайки възможен скандал, отзовава Иванов. Осъзнавайки нарастващия обществен интерес, Кийлър се опитва да продаде историята си на националните вестници. Продължаващото разследване на трибунала на Радклиф относно поведението на пресата по време на делото „Васал“ изнервя вестниците и само два проявяват интерес към историята на Кийлър: „Сънди Пикториъл“ и „Нюз ъф дъ Уърлд“. Тъй като Нюз ъф дъ Уърлд не иска да се присъедини към наддаване, Кийлър приема предложението на „Пикториъл“ за първоначална вноска от 200 лири и още 800 лири, когато историята е публикувана. „Пикториъл“ запазва копие от писмото „Скъпа...“. Междувременно „Нюз ъф дъ Уърлд“ предупреждава Уорд и Астор, чиито имена са споменати от Кийлър, и те от своя страна информират Профюмо. Когато адвокатите на Профюмо се опитват да убедят Кийлър да не публикува, обезщетението, което тя поисква, е толкова голямо, че обмислят обвинения в изнудване. Уорд информира „Пикториъл“, че историята на Кийлър е до голяма степен невярна и заплашва да ги съди, ако бъде отпечатана, след което вестникът оттегля офертата си, въпреки че Кийлър задържа 200 лири.
След това Кийлър разказва подробности за аферата си с Профюмо на полицейски служител, който не предава тази информация на MI5 и на съдебните власти. По това време много от политическите колеги на Профюмо са чували слухове за неговото обвързване и за съществуването на потенциално уличаващо писмо. Независимо от това опроверженията му са приети от главните служители на правителството и Главния камшик на консерваторите, макар и с известен скептицизъм. Харолд Макмилан, съзнавайки несправедливостта, нанесена на Галбрайт въз основа на слухове, е решен да подкрепи своя министър и не предприема никакви действия.
Процесът срещу Еджкомб започва на 14 март, но Кийлър, който е един от ключовите свидетели, липсва. Без да уведоми съда, тя отива в Испания, въпреки че на този етап местонахождението ѝ е неизвестно. Необяснимата ѝ липса предизвиква сензация в пресата. Всички вестници знаят за слуховете, свързващи я с Профюмо, но се въздържат да съобщават за каквато и да било пряка връзка; след разследването на Радклиф те, според по-късните думи на Уиг, „желаеха да ранят, но се страхуваха да ударят“. Те могат само да намекват чрез съпоставяне на истории и снимки на първа страница, че Профюмо може да е свързан с изчезването на Кийлър. Въпреки отсъствието на Кийлър съдията пристъпва към делото; Еджкомб е признат за виновен в по-леко обвинение за притежание на огнестрелно оръжие с намерение да застраши живота и е осъден на седем години затвор. Няколко дни след процеса, на 21 март, сатиричното списание „Прайвът Ай“ отпечатва най-подробното резюме на слуховете досега, като главните герои са леко замаскирани: „г-н Джеймс Монтези“, „мис Гей Забавна“, „д-р Споук“ и „Владимир Болохов“.

### Лично изявление
Новоизбраният лидер на опозиционната Лейбъристка партия Харолд Уилсън първоначално е посъветван от колегите си да няма нищо общо с личното досие на Уиг относно слуховете за Профюмо. На 21 март, с фурора в пресата около „липсващия свидетел“, партията променя позицията си. По време на дебат в Камарата на общините Уиг използва парламентарната си привилегия, за да поиска от министъра на вътрешните работи категорично да отрече истинността на слуховете, свързващи един министър с Кийлър, Райс-Дейвис и стрелбата на Еджкомб. Той не назова Профюмо, който не е в Камарата. По-късно в дебата Барбара Касъл, лейбъристката депутатка от Блекбърн, се позовава на „липсващия свидетел“ и намеква за възможно изопачаване на правосъдието. Министърът на вътрешните работи Хенри Брук отказва да коментира, добавяйки, че Уиг и Касъл трябва „да потърсят други начини да направят тези инсинуации, ако са готови да ги обосноват“.
В края на дебата правителствените служители и Главният надзорник на партията се съгласяват, че Профюмо трябва да заяви невинността си в лично изявление пред Камарата. Подобни изявления според дългогодишна традиция се правят в чест на члена и се приемат от Камарата без съмнение. В ранните часове на 22 март Профюмо и неговите адвокати се срещат с министри и заедно договарят подходяща формулировка. По-късно сутринта Профюмо прави изявление пред препълнената зала. Той признава, че има приятелства с Кийлър и Уорд, първата от които, според него, е видял за последно през декември 1961 г. Той се е срещал два пъти с Иванов, също през 1961 г. Той заявява: „Нямаше никаква неуместност в познанството ми с г-ца Кийлър“ и добавя: „Няма да се поколебая да издам съдебни заповеди за клевета и дифамация, ако бъдат направени или повторени скандални твърдения извън Камарата“. Същия следобед Профюмо е сниман на хиподрума „Сандаун Парк“ в компанията на Елизабет, кралицата-майка.
Докато въпросът е официално считан за приключен, много депутати имат съмнения, въпреки че никой не изразява открито недоверие на този етап. Уиг по-късно казва, че е напуснал Камарата същата сутрин „с черен гняв в сърцето си, защото знаех какви са фактите. Знаех истината“. Повечето вестници са редакционно неангажиращи; само „Гардиън“, под заглавие „Г-н Профюмо изчиства въздуха“, заявява открито, че изявлението трябва да се приеме направо. В рамките на няколко дни вниманието на пресата е отвлечено от повторното появяване на Кийлър в Мадрид. Тя изразява учудване от шума, който е предизвикала липсата ѝ, като добавя, че приятелството ѝ с Профюмо и съпругата му е било съвсем невинно и че има много приятели на важни позиции. Кийлър твърди, че не е пропуснала умишлено процеса „Еджкомб“, но е била объркана за датата. Тя трябва да загуби подписката си от 40 лири, но срещу нея не са предприети други действия.

## Излагане

### Разследване и оставка
Малко след изявлението на Профюмо в Камарата на депутатите Уорд се появява по Индипендът Телевижън Нюз, където подкрепя версията на Профюмо и отхвърля всички слухове и инсинуации като безпочвени. Собствената дейност на Уорд става предмет на официален интерес и на 1 април 1963 г. столичната полиция започва да разследва делата му. Тя интервюира 140 от приятелите, сътрудниците и пациентите му, поддържа 24-часово наблюдение в дома му и подслушва телефона му (последното изисква директно разрешение от Брук). Сред тези, които дават изявления, е Кийлър, която опровергава предишните си уверения и потвърждава сексуалната си връзка с Профюмо, предоставяйки потвърждаващи подробности за интериора на къщата на Честър Терас. Полицията оказва натиск върху неохотните свидетели; приятелката ѝ Райс-Дейвис е задържана в затвора Холоуей за нарушение на шофьорска книжка и държана там осем дни, докато не се съгласи да свидетелства срещу Уорд. Междувременно Профюмо получава разноски и 50 лири обезщетение срещу британските дистрибутори на италианско списание, отпечатало история, намекваща за неговата вина. Той дарява приходите на военна благотворителна организация. Това не попречва на „Прайвът Ай“ да включи "Sextus Profano" в своята пародия на „Залез и упадък на Римската империя" на Едуард Гибън.
На 18 април 1963 г. Кийлър е нападната в дома на приятел. Тя обвинява Гордън, който е арестуван и задържан. Полицията предлага да оттегли обвиненията, ако Гордън свидетелства срещу Уорд, но той отказва. Последиците от полицейското разследване се оказват пагубни за Уорд, чиято практика се срива бързо. На 7 май той се среща с личния секретар на Макмилън, Тимъти Блай, за да поиска полицейското разследване на неговите дела да бъде спряно. Той добавя, че е прикривал Профюмо, чието изявление пред Камарата е по същество невярно. Блай си води бележки, но не успява да предприеме действия. На 19 май Уорд пише на Брук с по същество същата молба като тази до Блай, само за да му бъде казано, че вътрешният министър няма власт да се намесва в полицейското разследване. След това Уорд дава подробности на пресата, но никой вестник не отпечатва историята му. Той също пише на Уилсън, който показва писмото на Харолд Макмилан. Макар лично да пренебрегва мотивите на Уилсън, след разговори с Холис, министър-председателят е достатъчно загрижен за общите дейности на Уорд, за да поиска от лорд-канцлера Реджиналд Манингам-Бълер, лорд Дилхорн, да проучи възможните пробиви в сигурността.
На 31 май 1963 г. в началото на парламентарната празнична ваканция Профюмо и съпругата му отлитат за Венеция за кратка почивка. В хотела те получават съобщение с молба Профюмо да се върне възможно най-скоро. Вярвайки, че блъфът му е оправдан, Профюмо казва истината на жена си и двамата решават да се върнат незабавно. Те установяват, че Макмилан е на почивка в Шотландия. Във вторник, 4 юни, Профюмо признава истината на Блай, потвърждавайки, че е излъгал, подава оставка от правителството и кандидатства за длъжността на настойник на Чилтърн Хъндридс, за да се откаже от мястото си в Камарата на общините. Блай информира Макмилан за тези събития по телефона. Оставката е обявена на 5 юни, когато е публикувана официалната размяна на писма между Профюмо и Макмилан. Сп. „Таймс“ нарича лъжите на Профюмо „голяма трагедия за честността на обществения живот във Великобритания“, докато в. „Дейли Мирър“ намеква, че не цялата истина е била казана и се позова на „тайни в много шкафове“.

### Възмездие
Процесът срещу Гордън за нападението срещу Кийлър започва в деня, в който оставката на Профюмо е оповестена публично. Той твърди, че невинността му ще се докаже от двама свидетели, които според полицията не могат да бъдат намерени. На 7 юни, главно въз основа на показанията на Кийлър, Гордън е признат за виновен и осъден на три години затвор. На следващия ден Уорд е арестуван и обвинен в неморални престъпления.
На 9 юни, освободен от заплахите за клевета на Профюмо, в. „Нюз ъф дъ Уърлд“ публикува „Признанията на Кристин“ – разказ, който помага за оформянето на публичния образ на Уорд като сексуален хищник и вероятно оръдие на СССР. „Сънди Мирър“ (бивш „Сънди Пикториъл“) отпечатва писмото на Профюмо „Скъпа...“.
Преди дебата в Камарата на общините относно оставката на Профюмо, предвиден за 17 юни, Дейвид Уат в сп. „Спектейотр“ определя позицията на Макмилан като „непоносима дилема, от която той може да се измъкне само ако бъде доказано, че е абсурдно наивен, или некомпетентен, или измамен, или и трите“. Междувременно пресата спекулира за възможни оставки на кабинета и няколко министри смятат за необходимо да демонстрират своята лоялност към премиера. В интервю за Би Би Си на 13 юни Куентин Хог, лорд Хейлшам, заемащ няколко министерски поста, осъжда Профюмо по начин, който според сп. „Обзървър“ трябва да бъде видян, за да се повярва. Хейлшам казва, че „едно страхотно парти не трябва да се проваля поради долна афера между лека жена и доказан лъжец“.
В дебата Уилсън се съсредоточава почти изключително върху степента, до която Макмилан и колегите му са се забавили, като не са идентифицирали един ясен риск за сигурността, произтичащ от връзката на Профюмо с Уорд и неговия кръг. Макмилан отговаря, че не трябва да бъде държан виновен за това, че е повярвал на колега, който многократно е твърдял, че е невинен. Той споменава фалшивите обвинения срещу Гълбрайт и неуспеха на службите за сигурност да споделят подробната си информация с него. В общия дебат сексуалните аспекти на скандала са подробно обсъдени; Найджъл Бърч – консервативният депутат от Западен Флинтшър, нарича Кийлър професионална проститутка и пита риторично: „За какво са курвите?“ Кийлър е заклеймена като мръсница и бедна малка уличница. Уорд е охулен навсякъде като вероятно съветски агент; един консерватор споменава „предателството на д-р Уорд“. Повечето консерватори, независимо от техните резерви, подкрепят Макмилан, като само Бърч предлага той да обмисли пенсиониране. При последвалото гласуване относно начина, по който правителството се справя с аферата, 27 консерватори се въздържат, намалявайки мнозинството на правителството до 69. Повечето вестници смятат, че степента на дезертьорството е значителна, а няколко прогнозират, че Макмилан скоро ще подаде оставка.
След парламентарния дебат вестниците публикуват нови сензационни истории, намекващи за широко разпространената неморалност сред управляващата класа на Великобритания. Една история, произтичаща от Райс-Дейвис, засяга гол маскиран мъж, който действа като сервитьор на секс партита; слуховете предполагат, че той е министър в кабинета или вероятно член на кралското семейство. Малкълм Магеридж в „Сънди Мирър“ пише за „Бавната, сигурна смърт на висшите класи“. На 21 юни Макмилан инструктира лорд Денинг, началник на гражданското правосъдие, да разследва и докладва за нарастващия набор от слухове. Производството по задържането на Уорд започва седмица по-късно в магистратския съд в Мерилебоун, където доказателствата на Короната са напълно докладвани в пресата. Уорд е изправен пред съда по обвинения в живот от приходи от проституция и сводничество на момиче под 21 г., и е освободен под гаранция.
Тъй като делото Уорд вече е под съд, пресата преследва свързани истории. Сп. „Пийпъл“ съобщава, че Скотланд Ярд е започнал разследване, успоредно с това на Денинг, на хомосексуални практики, както и сексуална отпуснатост сред държавни служители, военни офицери и депутати. На 24 юни „Дейли Мирър“, със заглавие „Принц Филип и скандалът „Профюмо““, отхвърля това, което нарича „гнусния слух“, че принцът е бил замесен в аферата, без да разкрива естеството на слуха.
Процесът срещу Уорд започва в Олд Бейли на 28 юли. Той е обвинен в това, че живее от печалбите на Кийлър, Райс-Дейвис и две други проститутки и в склоняване на жени под 21 години да правят секс с други лица. Същността на делото на прокуратурата е свързано с Кийлър и Райс-Дейвис и се обръща към това дали малките вноски за домакински разходи или изплащане на заеми, които те дават на Уорд, докато живеят с него, се равняват на изхранването му от тяхната проституция. Приблизителният доход на Уорд по онова време, от практиката му и от рисуването на портрети, е около 5500 лири годишно, което е значителна сума за времето. В своите речи и разпит на свидетели прокурорът Мервин Грифит-Джоунс описва Уорд като представител на самите дълбини на похотливостта и покварата. Съдията, сър Арчи Маршал, е също толкова враждебен, привличайки особено внимание на факта, че никой от предполагаемите обществени приятели на Уорд не е готов да се застъпи за него. Към края на процеса идва новината, че присъдата на Гордън за нападение е отменена; Маршал не разкрива на журито, че свидетелите на Гордън са се появили и са свидетелствали, че Кийлър, ключова свидетелка на обвинението срещу Уорд, е дала фалшиви показания на процеса срещу Гордън.
След като изслушва изобличителното обобщение на Маршал, вечерта на 30 юли Уорд взема свръхдоза сънотворни и е откаран в болница. На следващия ден той е признат за виновен задочно по обвиненията, свързани с Кийлър и Райс-Дейвис, и е оправдан по другите точки. Присъдата е отложена, докато Уорд стане готов да се яви, но на 3 август той умира, без да дойде в съзнание. На 9 август журито на съдебния лекар постановява смъртта на Уорд като самоубийство от отравяне с барбитурати, въпреки че някои биографи смятат, че той е бил убит.

## Последствия
Докладът на лорд Денинг е очакван с голямо нетърпение от обществеността. Публикуван на 26 септември 1963 г., той заключава, че не е имало изтичане на информация за сигурността в аферата „Профюмо“ и че службите за сигурност и правителствените министри са действали правилно. Профюмо е виновен за „недискретност“, но никой не може да се съмнява в неговата лоялност. Денинг също не открива доказателства, които да свързват членове на правителството със свързани скандали като този с „човека с маската“. Той хвърля по-голямата част от вината за аферата върху Уорд, крайно неморален човек, чиито дипломатически дейности са погрешно възприети и насочени погрешно. Въпреки че „Спектейтър“ смята, че докладът бележи края на аферата, много коментатори са разочаровани от съдържанието му. Йънг намира много въпроси без отговор и някои от разсъжденията дефектни, докато Дейвънпорт-Хайнс, пишейки дълго след събитието, осъжда доклада като позорен, небрежен и похотлив.
След доклада на Денинг, напук на общите очаквания, че скоро ще подаде оставка, Харолд Макмилан обявява намерението си да остане. В навечерието на годишната конференция на Консервативната партия през октомври 1963 г. той се разболява; състоянието му е по-малко сериозно, отколкото си представя, и животът му не е в опасност, но, убеден, че има рак, той внезапно подава оставка. Наследникът му като министър-председател е лорд Хюм, който се отрича от перството и служи като сър Алек Дъглас-Хюм. На общите избори през октомври 1964 г. Консервативната партия е победена с малко и Уилсън става министър-председател. По-късен коментатор изразява мнение, че аферата „Профюмо“ е унищожила старата, аристократична Консервативна партия: „Няма да е прекалено, ако се каже, че скандалът „Профюмо“ е необходимата прелюдия към новия торизъм, основан на меритокрацията, който в крайна сметка ще се появи при Маргарет Тачър“. Сп. „Икономист“ предполага, че скандалът е довел до фундаментална и трайна промяна в отношенията между политици и преса. Дейвънпорт-Хайнс постулира по-дългосрочна последица от аферата – постепенното прекратяване на традиционните представи за уважение: „Властта, колкото и да е незаинтересована, добре квалифицирана и опитна, [след юни 1963 г.] бе все повече посрещана с подозрение, а не с доверие“.
След като изразява своето дълбоко разкаяние пред министър-председателя, пред своите избиратели и пред Консервативната партия, Профюмо изчезва от публичното пространство. През април 1964 г. той започва работа като доброволец в селището Тойнби Хол, благотворителна организация, базирана в Спиталфийлдс, която подкрепя най-нуждаещите се жители в Ист Енд. Той продължава връзката си със селището до края на живота си, отначало като обикновен човек, след това като администратор, набирач на средства, член на съвета, председател и накрая президент. Благотворителната дейност на Профюмо е призната, когато той е назначен за придружител на Ордена на Британската империя (CBE) през 1975 г. По-късно е описан от Маргарет Тачър като национален герой и е гост на честването на 80-ия ѝ рожден ден през 2005 г. Бракът му с Валери Хобсън продължава до смъртта ѝ на 13 ноември 1998 г., на 81 години; Профюмо умира на 91 години на 9 март 2006 г.
През декември 1963 г. Кийлър се признава за виновна в лъжесвидетелстване по време на процеса срещу Гордън през юни и е осъдена на девет месеца затвор, от които излежава шест месеца. След два кратки брака през 1965 – 66 г. с Джеймс Левърмор и през 1971 – 72 г. с Антъни Плат, от които ражда по едно дете, по-голямото от които до голяма степен е отгледано от майка ѝ, Кийлър до голяма степен живее сама от средата на 90-те г. до смъртта си. По-голямата част от значителната сума пари, която тя печели от статии във вестници, е похарчена по адвокатски такси; през 70-те години тя казва: „Аз не живеех, аз оцелявах“. Кийлър публикува няколко противоречиви разказа за нейния живот, в които Уорд е представен по различен начин като джентълмен, нейната най-истинска любов, съветски шпионин и предател, който се нарежда до Кеймбриджката петорка. Тя също твърди, че е дабременяла от Профюмо и впоследствие е претърпяла болезнен аборт. Кийлър умира на 4 декември 2017 г. на 75 години.
Райс-Дейвис се радва на по-успешна след скандала кариера като собственичка на нощен клуб, бизнесдама, второстепенна актриса и писателка. Тя се омъжва три пъти, в това, което тя описва като „бавно слизане към социално признание“. За неблагоприятната публичност в пресата тя отбелязва: „Като кралските особи аз просто не се оплаквам“. Райс-Дейвис умира на 18 декември 2014 г. на 70-годишна възраст.
Ролята на Уорд в полза на MI5 е потвърдена през 1982 г., когато „Сънди Таймс“ намира бившия му контакт „Уудс“. Въпреки че Денинг винаги е твърдял, че процесът и присъдата на Уорд са справедливи и правилни, повечето коментатори смятат, че е бил дълбоко погрешен – „историческа несправедливост“ според Дейвънпорт-Хайнс, който твърди, че процесът е бил акт на политическо отмъщение. Съдия от Върховния съд казва насаме, че е щял да спре процеса, преди да стигне до журито. Адвокатът по правата на човека Джефри Робъртсън се бори за възобновяване на делото на няколко основания, включително преждевременното насрочване на процеса, липсата на доказателства в подкрепа на основните обвинения и различни погрешни насоки от съдията в процеса в неговото обобщение. Комисията за преразглеждане на наказателни дела, която има правомощието да разследва предполагаеми съдебни грешки, преразглежда случая на Уорд в началото на 2014 г., но през 2017 г. решава да не го отнася до Апелативния съд, след като не успява да намери оригиналния препис от съдийското обобщение.
След отзоваването му през януари 1963 г. Иванов е в неизвестност за няколко десетилетия. През 1992 г. мемоарите му „Голият шпионин“ са сериализирани в „Сънди Таймс“. Когато тази книга е оспорена от адвокатите на Профюмо, издателите премахват обидния материал. През август 2015 г. в. „Индипендънт“ публикува преглед на предстоящата история на дейностите на съветското разузнаване от Джонатан Хаслам. Тази книга предполага, че връзката между Иванов и Профюмо е била по-близка, отколкото последният признава, като твърди, че Иванов е посещавал дома на Профюмо и че мерките за сигурност са били толкова слаби, че той е успял да снима чувствителни документи, оставени да лежат в кабинета на министъра.
Кийлър описва среща с Иванов в Москва през 1993 г.; тя също така пише, че той умира на следващата година, на 68 години. Лорд Астор е дълбоко разстроен от това, че се озовава под полицейско разследване и от социалния остракизъм, последвал процеса срещу Уорд. След смъртта му през 1966 г. Кливдън е продаден. Първоначално става собственост на Станфордския университет, а по-късно е луксозен хотел. Рахман, който за първи път става известен на обществеността като някогашния приятел и на Кийлър, и на Райс-Дейвис, е разкрит като безскрупулен хазяин; думата „Рахманизъм" влиза в английските речници като стандартен термин за наемодатели, които експлоатират или сплашват своите наематели.

## В популярната култура
Има няколко драматизирани версии на аферата „Профюмо“.
- Филмът „Скандал“ (Scandal) от 1989 г. включва Иън Маккелън като Профюмо и Джон Хърт като Уорд. Той е оценен положително, но съживяването на интереса към аферата разстройва сем. Профюмо.[155]
- Фокусът на пиесата на Хю Уайтмор „Писмо за оставка“ (A Letter of Resignation), поставена за първи път в Комедийния театър през октомври 1997 г., е реакцията на Харолд Макмилан на писмото за оставката на Профюмо, което той получава по време на почивката си в Шотландия.[156]
- Пилотният епизод на сериала на Ай Ти Ви „Начинание“ (Endeavour) прави препратка към скандала и използва подобни елементи в своя сюжет.
- Би Би Си поръчва драмата от 6 части „Процесът на Кристин Кийлър“ (The Trial of Christine Keeler) на Екос Филмс, която е излъчена в Обединеното кралство през декември 2019 г.
- Аферата е представена във втория сезон на телевизионния сериал „Короната“ (The Crown)
- Мюзикълът на Андрю Лойд Уебър „Стивън Уорд“ (Stephen Ward) е открит в лондонския театър „Олдуич“ на 3 декември 2013 г. Сред като цяло благоприятните отзиви критикът на в. „Дейли Телеграф“ препоръча продукцията като „остра, забавна и на моменти наистина трогателна“.[157] Робъртсън пише, че сценарият е удивително верен на фактите.[158]
- В песента си „Ние не започнахме пожара“ ("We Didn't Start the Fire") Били Джоел се позовава на скандала с репликата „Британски политически секс" ("British politician sex"). Шотландският фолк музикант Ал Стюарт също се позовава на скандала в песента си „Блус след Втората световна война“ ("Post World War II Blues") в албума си Past Present Future.

## Обяснителни бележки
1. ↑  Двамата затворени репортери, Брендън Мълхоланд и Рег Фостър, първоначално са приветствани като мъченици и герои, защитаващи високия морален принцип на свободата на печата. Дейвънпорт-Хайнс заявява, че те не искат да признаят, че са лъжци, които са измислили своите истории. (Davenport-Hines, с. 240)
2. ↑  По-късно Рахман прехвърля вниманието си към колежката й Манди Райс-Дейвис, която живее в апартамента му в Брайънстън Мюз повече от година до смъртта му през ноември 1962 г. (Davenport-Hines, с. 148 и 286)
3. ↑  Въпреки че общият консенсус сред коментаторите е, че аферата със сигурност е приключила до декември 1961 г., поне един човек твърди, че е видял Профюмо и Кийлър в леглото заедно чак през лятото на 1962 г. (Summers and Dorril, с. 153 и 171)
4. ↑  Година по-късно, в разгара на скандала, това посещение е разследвано от ФБР във връзка със слуховете, че Кийлър е спала с президента Джон Кенеди.(Knightley and Kennedy, с. 206–07)
5. ↑  На 4 март доста ясно резюме на обвиненията около Профюмо е публикувано от Андрю Рот в неговия бюлетин „Уестминстър Конфиденшъл“, но Профюмо е посъветван от адвокатите си да не съди, тъй като тиражът на бюлетина е незначителен.( Davenport-Hines, с. 268–69 и Parris, с. 160)
6. ↑  Главният надзорник е политически лидер, чиято задача е да наложи система, която има за цел да гарантира, че законодателите, които са членове на политическа партия, присъстват и гласуват законодателство, както предписва партийното ръководство.
7. ↑  Отговорът на Макмилан за заминаването на Профюмо, изпратен от неговия ваканционен адрес в Аргилшир, започващ със: „Съдържанието на вашето писмо от 4 юни ми бе съобщено...“, показва, че писмото на Профюмо му е било прочетено по телефона ( Irving et al, с. 137–38)
8. ↑  Представянето на Хейлшам е като цяло осъдено от опоненти и колеги. В последвалия дебат в Камарата на общините той е описан от Уиг като „лъжлив глупак" (Дейвънпорт-Хайнс погрешно приписва този коментар на Реджиналд Паджет) ("Security (Mr Profumo's Resignation)". Parliamentary Debates (Hansard). Hansard online. 17 June 1963. с. cols. 34–176 и Davenport-Hines, с. 301)
9. ↑  Коментарът „горката малка уличница“ е направен от Бен Паркин, депутат от Лейбъристката партия, за Падингтън Норт, в реч, която като цяло изразява симпатия към Кийлър и много други жени като нея и осъжда „фарисейските изобличения“ на други членове ("Security (Mr Profumo's Resignation)". Parliamentary Debates (Hansard). Hansard online. 17 June 1963. с. cols. 34–176 и Young, с. 61–62).
10. ↑  Магеридж пише: „Висшите класи винаги са били склонни към лъжа, блудство, корупционни практики и, несъмнено в резултат на системата на държавните училища, содомия“ (Muggeridge, Malcolm (23 June 1963). "The Slow, Sure Death of the Upper Classes". Sunday Mirror. с. 7)
11. ↑  В изданието от 1989 г. на тяхната книга Honeytrap Съмърс и Дорил добавят послепис, който предоставя допълнителни подробности за последните часове на Уорд, неговите движения и неговите посетители. Послеписът включва подробности от интервю с бивш оперативен агент на MI6, който твърди, че Уорд е бил убит от агент, работещ от името на MI6. Предполага се, че основният мотив за убийството е продължаващата способност на Уорд да поставя в неудобно положение правителството и кралското семейство. Няма преки доказателства в подкрепа на тази история. Репортерът Том Манголд, един от последните, които са видели Уорд жив, отхвърля теорията за убийството, като допуска, че има необясними обстоятелства, свързани със смъртта на Уорд (Summers and Dorril, с. 316–23 и Tweedie, Neil (2 December 1913). "The Profumo Affair: 'It was decided that Stephen Ward had to die'". The Daily Telegraph.).
12. ↑  Големи опашки се образуват в книжарницата на правителствената канцеларска служба, преди магазинът да отвори врати в 00:30 сутринта на 26 септември 1963 г. През първия час са продадени 4000 копия и 100 000 през първите няколко дни. (Denning, p. v and Davenport-Hines, с. 329)

## Библиографски бележки
1. ↑  Pincher, с. 65
2. ↑  Levin, с. 59–60
3. ↑  Levin, с. 62
4. ↑  Davenport-Hines, с. 241, цитиращ Paul Johnson в the New Statesman, 22 март 1963
5. ↑  Davenport-Hines, с. 59
6. ↑  Davenport-Hines, с. 66
7. ↑  Knightley and Kennedy, с. 93–94
8. ↑  Irving et al, с. 6–7
9. ↑  Knightley and Kennedy, с. 56
10. ↑  Keeler, с. 2
11. ↑  Summers and Dorril, с. 88
12. ↑  Knightley and Kennedy, с. 58–59
13. ↑  Irving et al, с. 35
14. ↑  Knightley and Kennedy, с. 80
15. ↑  Irving et al, с. 13
16. 1 2 3  Denning, с. 8
17. ↑  Davenport-Hines, с. 100–01
18. ↑  Robertson, с. 20
19. ↑  Knightley and Kennedy, с. 61–66
20. ↑  Knightley and Kennedy, с. 68–69
21. ↑  Knightley and Kennedy, с. 74
22. ↑  Robertson, с. 20–21
23. ↑  Summers and Dorril, с. 24 и 123
24. ↑  Robertson, с. 166
25. ↑  Knightley and Kennedy, с. 105–12
26. ↑  Irving et al, с. 47–48
27. ↑  Knightley and Kennedy, с. 84–85
28. ↑  Profumo, с. 157–58
29. ↑  Keeler, с. 110–11
30. ↑  Profumo, с. 161
31. 1 2 3 4 5  Knightley and Kennedy, с. 86–89
32. ↑  Davenport-Hines, с. 248–49
33. ↑  Robertson, с. 25
34. 1 2  Profumo, с. 165–66
35. 1 2 3 4  Davenport-Hines, с. 250–53
36. ↑  Summers and Dorril, с. 139
37. ↑  Keeler, с. 127–28
38. ↑  Profumo, с. 163
39. ↑  Keeler, с. 126
40. ↑  Profumo, с. 164
41. ↑  Knightley and Kennedy, с. 89; Keeler, с. 126–27
42. ↑  Robertson, с. 27
43. ↑  Knightley and Kennedy, с. 100–01
44. ↑  Knightley and Kennedy, с. 102
45. ↑  Summers and Dorril, с. 69–70
46. ↑  Young, с. 9, цитиран от Queen
47. ↑  Knightley and Kennedy, с. 103–04
48. 1 2  Davenport-Hines, с. 258
49. ↑  Knightley and Kennedy, с. 117
50. ↑  Robertson, с. 29–30
51. ↑  Knightley and Kennedy, с. 121
52. ↑  Irving et al, с. 76–78
53. ↑  Knightley and Kennedy, с. 128
54. 1 2 3  Davenport-Hines, с. 262–63
55. ↑  Young, с. 10
56. ↑  Denning, с. 21–23
57. 1 2  Robertson, с. 34–35
58. 1 2  Parris, с. 159
59. ↑  Davenport-Hines, с. 264–67
60. 1 2  Knightley and Kennedy, с. 149–50
61. 1 2  Young, с. 14–15
62. ↑  Irving et al, с. 90
63. ↑  Davenport-Hines, с. 271
64. ↑  Journalists (Imprisonment) //  Parliamentary Debates.   Hansard online. с. col. 723–25. Посетен на 22 юни 2016.
65. 1 2  Irving et al, с. 100–01
66. ↑  Journalists (Imprisonment) //  Parliamentary Debates.   Hansard online. с. col. 737–40. Посетен на 22 юни 2016.
67. ↑  Journalists (Imprisonment) //  Parliamentary Debates.   Hansard online. с. col. 758. Посетен на 22 юни 2016.
68. ↑  Young, с. 17
69. ↑  Personal statement //  Parliamentary Debates.   Hansard online. с. col. 809. Посетен на 22 юни 2016.
70. 1 2 3  Davenport-Hines, с. 276–77
71. ↑  Irving et al, с. 109
72. ↑  Young, с. 18–19
73. ↑  Irving, с. 111
74. ↑  Young, с. 20–21
75. ↑  Irving et al, с. 110
76. 1 2  Robertson, с. 44–45
77. ↑  Knightley and Kennedy, с. 166–67
78. ↑  Parris, с. 164–65
79. ↑  Denning, с. 63
80. ↑  Profumo, с. 186
81. 1 2  Why the Profumo affair made the perfect political scandal //  The Economist.   16 март 2006.
82. ↑  Knightley and Kennedy, с. 170–71
83. 1 2  Davenport-Hines, с. 287–89
84. ↑  Knightley and Kennedy, с. 177–78
85. ↑  Robertson, с. 46
86. ↑  Davenport-Hines, с. 290–91
87. ↑  Irving et al, с. 137–38
88. ↑  A Shocking Admission //  The Times.   6 June 1963. с. 13.
89. ↑  Young, с. 25–26
90. ↑  Irving et al, с. 148
91. ↑  Irving, с. 149
92. 1 2  Robertson, с. 52–55
93. ↑  Young, с. 28–29
94. ↑  Young, с. 32–33
95. ↑  Richardson, Maurice. Lord Hailsham Hits His Wicket //  The Observer.   16 юни 1963. с. 25.
96. ↑  Young, с. 34
97. ↑  Young, с. 42–46
98. ↑  Young, с. 50–52
99. 1 2  Knightley and Kennedy, с. 195
100. ↑  Knightley and Kennedy, с. 196
101. ↑  Irving et al, с. 175–76
102. ↑  Parris, с. 168
103. ↑  Davenport-Hines, с. 306–08
104. ↑  Muggeridge, Malcolm. The Slow, Sure Death of the Upper Classes //  Sunday Mirror.   юни. с. 7.
105. ↑  Denning, с. 1
106. ↑  Robertson, с. 55–64
107. ↑  Summers and Dorril, с. 281
108. ↑  Davenport-Hines, с. 311
109. ↑  Parris, с. 169
110. ↑  Davenport-Hines, с. 344
111. ↑  Irving, с. 193–94
112. ↑  Robertson, с. 80–81
113. ↑  Davenport-Hines, с. 324
114. ↑  Knightley and Kennedy, с. 243
115. ↑  Robertson, с. 92–95 и 101
116. ↑  Knightley and Kennedy, с. 243–47
117. ↑  Knightley and Kennedy, с. 247
118. ↑  Denning, с. 96
119. ↑  Denning, с. 9
120. ↑  Denning, с. 107–10
121. ↑  Denning, с. 7 и 17
122. ↑  Young, с. 109
123. ↑  Davenport-Hines, с. 329–30
124. ↑  Clark, с. 324–25
125. ↑  Davenport-Hines, с. 333–34
126. ↑  Davenport-Hines, с. 336
127. 1 2 3  Knightley and Kennedy, с. 257–58
128. ↑  Cooper, с. 310
129. ↑  Davenport-Hines, с. 345
130. ↑  Irving et al, с. 139
131. 1 2  Obituary: John Profumo //  The Daily Telegraph.   11 март 2006.  Архивиран от оригинала на 12 януари 2022. Посетен на 22 юни 2016.
132. ↑  Parris, с. 177
133. ↑  Profumo, с. 286
134. ↑  Knightley and Kennedy, с. 252
135. ↑  Knightley and Kennedy, с. 256
136. ↑  Summers and Dorril, с. 310
137. ↑  Keeler, с. 73–80
138. ↑  Profumo, д. 204
139. ↑  Keeler, с. 123 и 134
140. ↑  Pelling, Rowan. Mandy's wise words for those caught in flagrante //  The Daily Telegraph.   2 October 2013. с. 28.
141. ↑  Quoted in Profumo, с. 204
142. ↑  Knightley and Kennedy, с. 253
143. ↑  Davenport-Hines, с. 332
144. ↑  Levin, с. 85
145. ↑  Robertson, с. 125–57
146. ↑  Quinn, Ben. Rice-Davies challenges minister on Profumo case //  The Guardian.   18 януари 2014. с. 13.
147. ↑  Quinn, Ruth. Case of Profumo affair's 'pimp' will not go to court of appeal //  The Guardian.   8 септември 2017.  Архивиран от оригинала на 8 септември 2017.
148. ↑  Summers and Dorril, с. 279
149. ↑  Profumo, с. 282–83
150. ↑  Keys, David. The real Profumo scandal: Book claims Russian spy 'photographed top secret documents' //  The Independent.   14 август 2015.
151. ↑  Sawer, Patrick. Profumo Affair 'caused real damage' to British security, claims historian //  The Daily Telegraph.   15 август 2015.  Архивиран от оригинала на 15 август 2015. Посетен на 15 август 2015.
152. ↑  Keeler, с. 278–79
153. ↑  Davenport-Hines, с. 284 и 305–06
154. ↑  Davenport-Hines, с. 148 и 316–317
155. ↑  Profumo, с. 274–75
156. ↑  De Jongh, Nicholas. A Letter Of Resignation //  The Evening Standard.   17 октомври 1997.  Архивиран от оригинала на 4 април 2015. Посетен на 28 януари 2014.
157. ↑  Spencer, Charles. Stephen Ward, review //  The Daily Telegraph.   24 декември 2013.  Архивиран от оригинала на 12 януари 2022.
158. ↑  Robertson, с. 168